# Такесіта Нобору
Нобору Такесіта (яп. 竹下 登; нар. 26 лютого 1924, Уннан, Шімане — пом. 19 червня 2000, Район Мінато, Токіо) — японський державний діяч, прем'єр-міністр Японії (1987–1989).

## Біографія
Закінчив Університет Васеда.
У 1958–2000 рр.. — депутат Палати представників японського парламенту, його відрізняло вміння за рахунок бюджету проводити різні політично вигідні ЛДП і приватні йому проекти, що дозволяло йому зберігати свій мандат практично до самої смерті.
У 1971–1974 рр.. — головний секретар кабінету міністрів, в 1976 р. — міністр будівництва, в 1979–1980 і в 1982–1986 рр.. — Міністр фінансів Японії. На цій посаді брав участь в укладенні Угоди «Плаза» (1985), що передбачала ряд заходів з регулювання валютних ринків. Його метою було зниження курсу долара і збільшення курсів інших валют. Кожна країна-підписант корегувала свою економічну політику і зобов'язувалася втрутитися в роботу валютних ринків в тій мірі, яка була необхідна для девальвації долара.
У 1985 р. стає головою найбільшої фракції ЛДП.
У 1986–1987 рр.. — генеральний секретар ЛДП.
У 1987–1989 рр.. — Прем'єр-міністр Японії. Пішов у відставку в результаті корупційного скандалу, пов'язаного з продажем акцій компанії Recruit Cosmos.
Перебуваючи у відставці, продовжував залишатися одним з найвпливовіших закулісних фігур японської політики.